# ای‌آر-۱۵
ای‌آر-۱۵ (به انگلیسی: AR-15) یک تفنگ تهاجمی کالیبر ۵٫۵۶ میلی‌متری است که ابتدا توسط شرکت آمریکایی Armalite طراحی و ساخته شد سپس طرح آن به شرکت کلت فروخته شد.
این اسلحه نمونه ابتدایی اسلحه معروف ام۱۶ می‌باشد.